# Standbeeld van Urbanus VIII
Het standbeeld van Urbanus VIII is een meer dan levensgroot marmeren beeld van paus Urbanus VIII. Het werd tussen 1635 en 1640 gemaakt door Gian Lorenzo Bernini en zijn atelier. Het kunstwerk maakt deel uit van de collectie van de Capitolijnse Musea in Rome. 

## Herkomst
De Romeinse magistraten (conservatori) bestelden het beeld in 1635 bij Bernini en betaalden er 2.000 scudi voor. In 1640 was het gereed. 
Vanaf de tweede helft van de zestiende eeuw werden er standbeelden van pausen geplaatst in de zaal van de Horatii en Curiatii in het Palazzo dei Conservatori aan het Piazza del Campidoglio. Hoewel sommige van deze standbeelden in de loop der tijd verloren gegaan zijn, is het beeld van de Barberini-paus Urbanus VIII er nog altijd te vinden. 

## Voorstelling
De paus heeft de rijke gewaden aan die horen bij officiële ceremonies. Op zijn hoofd draagt hij de pauselijke tiara, de triregnum, de drievoudige kroon met drie cirkels vol ornamenten en edelstenen. Zijn koormantel, met daaronder een sterk geplooid kledingstuk afgezet met opengewerkt kant, is voorzien van verfijnd borduurwerk en wordt op zijn plaats gehouden door een grote cabochon. Het heraldieke symbool van de familie Barberini, drie bijen, is op verschillende plekken op de kleding aangebracht.
Tussen 1628 en 1631 had Bernini al een grandioos bronzen beeld gemaakt voor het graf van Urbanus VIII in de Sint-Pietersbasiliek in het Vaticaan. Voor het beeld in het Palazzo dei Conservatori bracht de kunstenaar variaties aan. Terwijl de beweging van de koorkap en het kanten kledingstuk doet denken aan het beeld in het Vaticaan, verzwakken het gebaar van de armen en handen en de lichte draai van het hoofd het dwingende karakter ervan. Hierdoor straalt het marmeren beeld een beleefde hartelijkheid uit.